# Sáng tạo nội dung

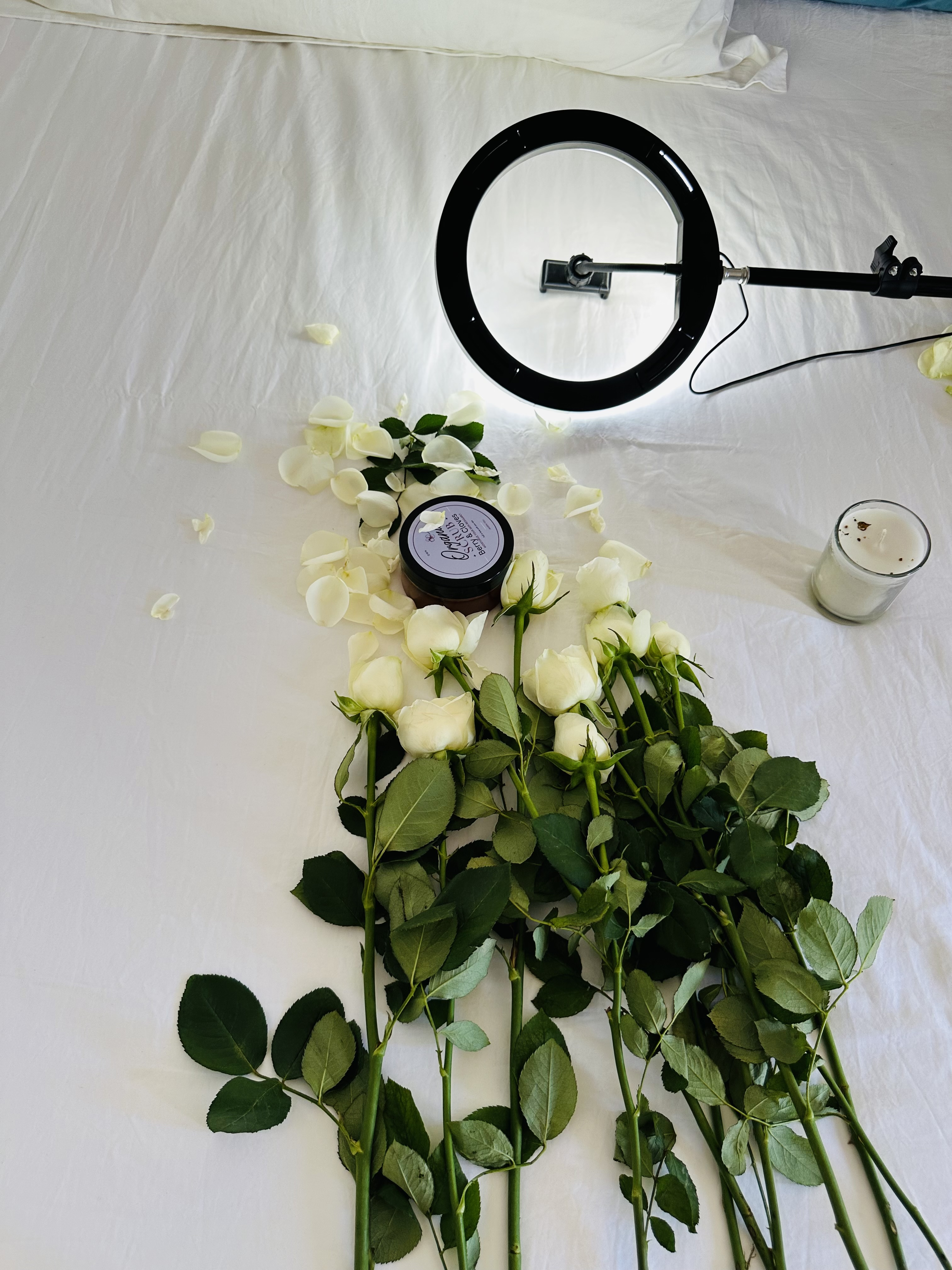
Một cách bài trí để sáng tạo nội dung

Sáng tạo nội dung (content creation) là việc tạo ra, sản xuất và chia sẻ thông tin hoặc nội dung truyền thông cho các đối tượng cụ thể, đặc biệt là trong bối cảnh kỹ thuật số. Theo Dictionary.com thì tạo nội dung đề cập đến "điều gì đó được thể hiện thông qua một số phương tiện, như lời nói, chữ viết hoặc bất kỳ loại nghệ thuật nào khác nhau" nhằm để tự thể hiện bản thân, phân phối, tiếp thị và/hoặc xuất bản nội dung. Việc tạo nội dung bao gồm nhiều hoạt động khác nhau bao gồm duy trì và cập nhật trang web, viết Blog (Blogging), xuất bản, đăng bài viết, chụp ảnh, quay phim, trực tuyến, tạo các tài khoản bình luận, mạng xã hội, biên tập và phân phối phương tiện kỹ thuật số. Trong một cuộc khảo sát do Pew thực hiện thì việc sáng tạo nội dung được định nghĩa là "những tài liệu mà mọi người đóng góp cho thế giới ảo".

## Xu hướng
Sự ra đời của Web 2.0 giúp người dùng nội dung (User) có thể tham gia nhiều hơn vào việc tạo và chia sẻ nội dung để lan truyền. Với sự ra đời của phương tiện kỹ thuật số, khối lượng nội dung do người dùng tạo ra cũng như độ tuổi và tầng lớp của người dùng đã tăng lên. Có đến 8% người dùng Internet rất tích cực trong việc sáng tạo và hấp thụ nội dung. Trên toàn thế giới, khoảng một phần tư người dùng Internet là những người sáng tạo nội dung quan trọng. Người dùng trẻ tuổi hiện có quyền truy cập nhiều hơn vào nội dung, ứng dụng tạo nội dung và khả năng xuất bản lên các loại phương tiện khác nhau, chẳng hạn như Facebook, Blogger, Instagram, DeviantArt, hoặc Tumblr.
Tính đến năm 2005, khoảng 21 triệu thanh thiếu niên sử dụng Internet và khoảng 57%, hay 12 triệu thanh thiếu niên, tự coi mình là người sáng tạo nội dung. Tỷ lệ sáng tạo và chia sẻ phương tiện truyền thông này cao hơn so với người lớn. Với sự ra đời của Internet, thanh thiếu niên có nhiều quyền truy cập hơn vào các công cụ để chia sẻ và tạo nội dung. Khả năng tiếp cận công nghệ ngày càng tăng, đặc biệt là do giá thấp hơn, đã dẫn đến khả năng tiếp cận các công cụ tạo nội dung cũng tăng lên đối với thanh thiếu niên. Một số thanh thiếu niên sử dụng điều này để trở thành người sáng tạo nội dung thông qua các nền tảng trực tuyến như YouTube, trong khi những người khác sử dụng nó để kết nối với bạn bè thông qua các trang mạng xã hội.
Các tác phẩm văn hóa như âm nhạc, phim ảnh, văn học và nghệ thuật cũng là những hình thức nội dung chính làm cảm hứng cho việc sáng tạo nội dung, ví dụ bao gồm sách được xuất bản truyền thống và sách điện tử cũng như sách tự xuất bản, nghệ thuật kỹ thuật số, fanfiction và nghệ thuật của người hâm mộ. Nghệ sĩ độc lập, bao gồm các tác giả và nhạc sĩ đã đạt được thành công về mặt thương mại bằng cách đưa tác phẩm của họ lên Internet đến với công chúng. Nội dung sáng tạo của các công ty bao gồm nội dung quảng cáo và quan hệ công chúng, cũng như các loại nội dung khác được sản xuất vì lợi nhuận, bao gồm những nghiên cứu được tài trợ. Quảng cáo cũng có thể bao gồm nội dung được tạo tự động, với các khối nội dung được tạo ra từ các chương trình hoặc chạy bot để phục vụ cho việc tối ưu hóa công cụ tìm kiếm.

## Tác động xã hội

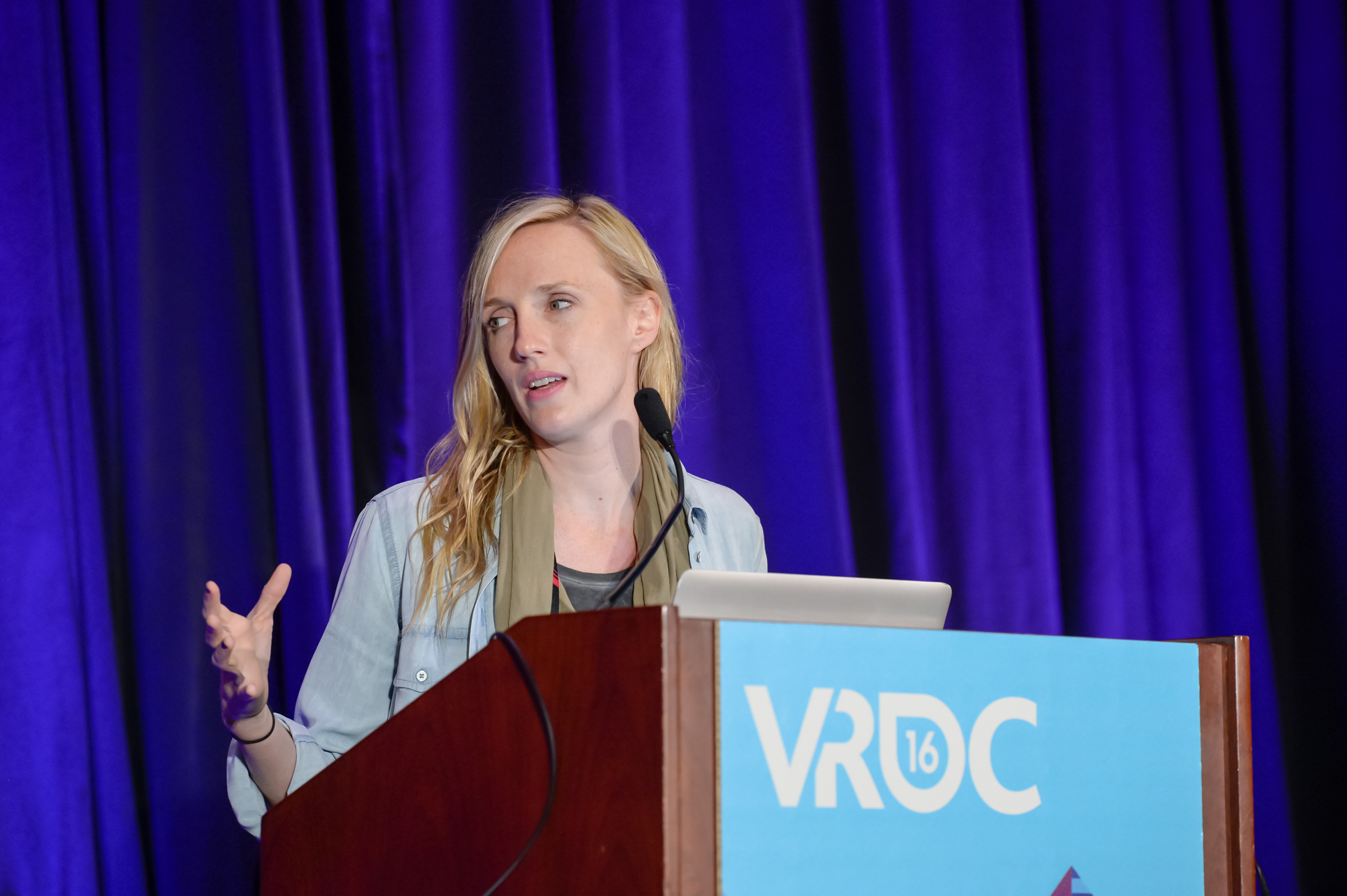
Một hội thảo ở phương Tây về sáng tạo nội dung

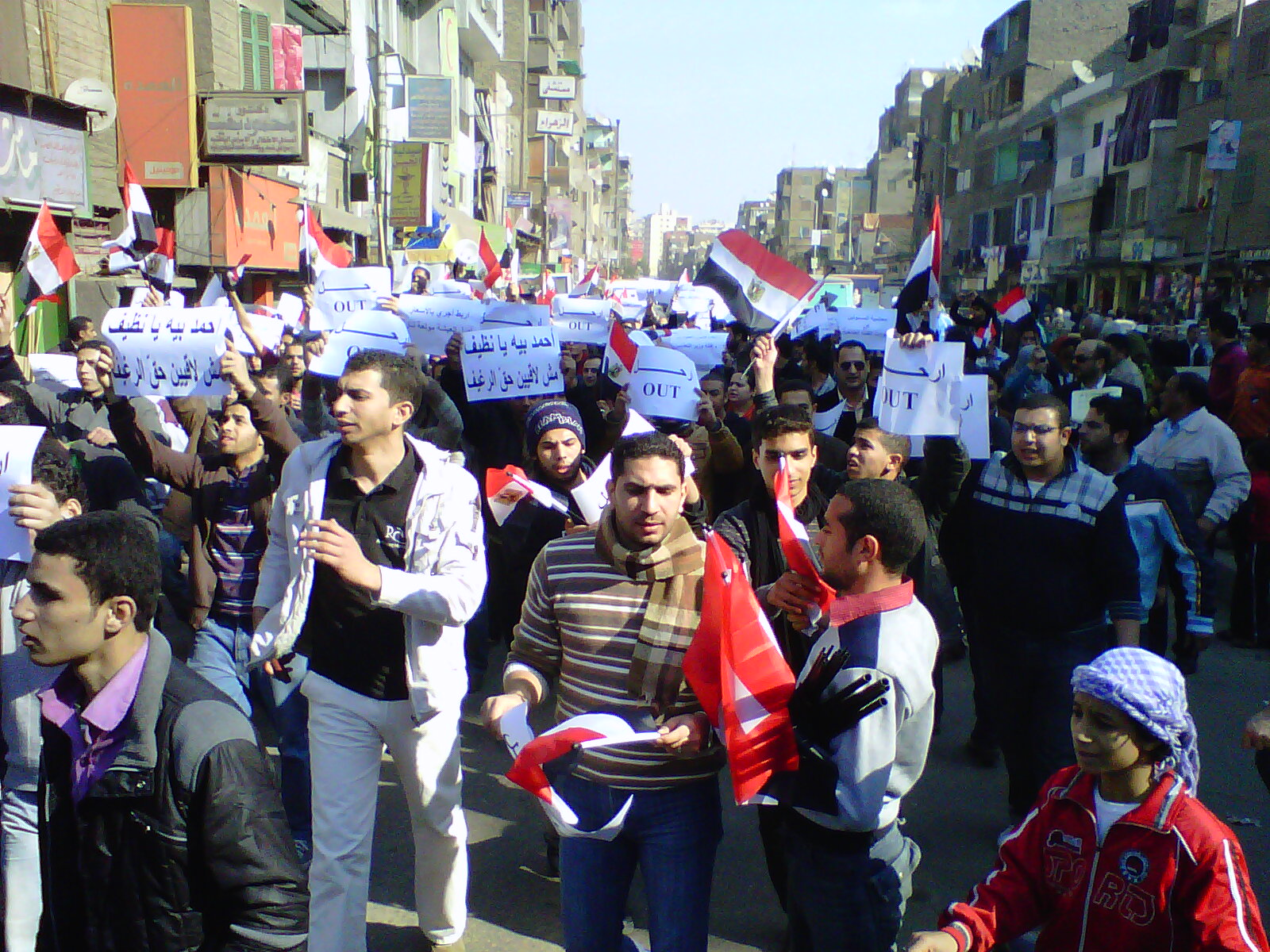
Biểu tình lan rộng ở Ai Cập là kết quả từ tác nhân lan truyền nội dung qua mạng Internet

Các tổ chức tin tức, đặc biệt là những tổ chức có phạm vi tiếp cận rộng khắp và toàn cầu như The New York Times, NPR và CNN, luôn tạo ra một số nội dung được chia sẻ nhiều nhất trên Internet, đặc biệt liên quan đến các sự kiện hiện tại. Theo mô tả của một báo cáo năm 2011 đến từ Trường Nghiên cứu Báo chí Oxford và Viện Nghiên cứu Báo chí Reuters thì, "Truyền thông dòng chính là huyết mạch của các cuộc trò chuyện mang tính thời sự trên mạng xã hội trong nước Anh" Trong khi sự nổi lên của phương tiện truyền thông kỹ thuật số đã làm gián đoạn các hãng tin truyền thống, nhiều hãng đã thích nghi và bắt đầu sản xuất nội dung được thiết kế để hoạt động trên web và được chia sẻ trên mạng xã hội. Trang web truyền thông xã hội Twitter là nhà phân phối và tổng hợp tin tức nóng hổi từ nhiều nguồn khác nhau và chức năng cũng như giá trị của Twitter trong việc phân phối tin tức là chủ đề thảo luận và nghiên cứu thường xuyên trong báo chí. Nội dung do người dùng tạo, mạng xã hội viết blog và báo chí công dân đã thay đổi bản chất của nội dung tin tức trong những năm gần đây.
Việc tạo nội dung đóng vai trò là một hình thức phản đối hữu ích trên các nền tảng truyền thông xã hội đặc biệt là việc đẩy mạnh các hiện tượng lan truyền trên mạng. Cuộc cách mạng Ai Cập năm 2011 là một ví dụ về việc tạo nội dung được sử dụng để kết nối những người biểu tình trên toàn cầu vì mục đích chung là phản đối "các chế độ độc tài ở Trung Đông và Bắc Phi trong suốt năm 2011" (gọi là Mùa xuân Ả rập). Các cuộc biểu tình diễn ra ở nhiều thành phố ở Ai Cập và nhanh chóng phát triển từ biểu tình ôn hòa thành xung đột công khai và bạo loạn. Những phương tiện truyền thông xã hội cho phép những người biểu tình từ các khu vực khác nhau kết nối với nhau và nâng cao nhận thức về nạn tham nhũng tràn lan trong chính phủ Ai Cập, cũng như giúp điều phối phản ứng của những người biểu tình và bất đồng chính kiến. Các nhà hoạt động thanh niên thúc góp phần đẩy cuộc nổi dậy đã có thể thành lập một nhóm Facebook mang tên là "Thanh niên cấp tiến Tunisia". Ghi chép kỹ thuật số và sáng tạo nội dung đã phát triển đáng kể đã dẫn đến nhiều vấn đề đạo đức khác nhau, bao gồm quyền riêng tư, quyền cá nhân và quyền đại diện.